# The Shoop Shoop Song (It’s in His Kiss)
The Shoop Shoop Song (It’s in His Kiss) – piosenka napisana i skomponowana przez Rudy’ego Clarka. Po raz pierwszy została wydana jako singiel w 1963 roku przez Merry Clayton, jednak nie odniosła sukcesu na listach przebojów. Utwór stał się hitem rok później, kiedy został nagrany przez Betty Everett, zajmując pierwsze miejsce na liście R&B magazynu Cashbox w 1964 roku. „The Shoop Shoop Song (It’s in His Kiss)” był coverowany przez dziesiątki artystów i grup na całym świecie, a największy sukces osiągnęła wersja nagrana przez Cher, która stała się międzynarodowym hitem w 1990 roku.

## Wersja Cher
Cover utworu nagrany przez Cher pochodzi ze ścieżki dźwiękowej z filmu Syreny, w którym piosenkarka zagrała jedną z głównych ról. Premiera singla w Stanach Zjednoczonych zbiegła się z listopadową premierą filmu. Utwór zadebiutował na trzydziestym trzecim miejscu listy Billboard Hot 100 oraz stał się numerem jeden w Wielkiej Brytanii, gdzie pozostał przez pięć tygodni, sprzedając się w nakładzie 520 000 kopii, co czyni go jednym z najlepiej sprzedających się singli artystki w Wielkiej Brytanii w latach 90. Piosenka stała się także pierwszym solowym singlem Cher, który dotarł na szczyt notowania UK Singles Chart; jej poprzednim numerem jeden w Wielkiej Brytanii był utwór „I Got You Babe” z 1965 roku, który nagrała ze swoim ówczesnym mężem Sonnym Bono.
„The Shoop Shoop Song” znalazł się na szczycie list przebojów w Austrii, Irlandii i Norwegii; singiel osiągnął top 10 w Belgii, we Francji, Niemczech, Nowej Zelandii, Australii, Szwajcarii, Holandii i Szwecji.
Sukces singla w Wielkiej Brytanii i Europie kontynentalnej znalazł odzwierciedlenie w zamieszczeniu go na dwudziestym albumie studyjnym artystki pt. Love Hurts. „The Shoop Shoop Song” znalazł się również w kanadyjskim wydaniu albumu, ale w Stanach Zjednoczonych nie był dostępny na żadnym albumie Cher aż do wydania If I Could Turn Back Time: Cher’s Greatest Hits w 1999 roku.

## Notowania i certyfikaty
| Lista przebojów (1990–91)                   | Najwyższa pozycja |
| ------------------------------------------- | ----------------- |
| Australia (Top 50 Singles)                  | 4                 |
| Austria (Ö3 Austria Top 40)                 | 1                 |
| Belgia (Ultratop 50 Singles, Flandria)      | 2                 |
| Dania (Tracklisten)                         | 1                 |
| Europa (European Hot 100)                   | 1                 |
| Francja (Top Singles & Titres)              | 3                 |
| Hiszpania (Top 40 Radio)                    | 37                |
| Holandia (Single Top 100)                   | 5                 |
| Irlandia (Singles Chart)                    | 1                 |
| Islandia (Íslenski Listinn Topp 40)         | 7                 |
| Kanada (RPM)                                | 21                |
| Niemcy (Media Control Charts)               | 3                 |
| Norwegia (VG-lista)                         | 1                 |
| Nowa Zelandia (Recorded Music NZ)           | 3                 |
| Polska (Lista przebojów Programu Trzeciego) | 1                 |
| Portugalia (AFP)                            | 3                 |
| Stany Zjednoczone (Hot 100)                 | 33                |
| Stany Zjednoczone (Adult Contemporary)      | 7                 |
| Szwajcaria (Singles Top 100)                | 4                 |
| Szwecja (Sverigetopplistan)                 | 10                |
| Wielka Brytania (UK Singles Chart)          | 1                 |
| Lista przebojów (2019)                      | Najwyższa pozycja |
| Polska (AirPlay – Top)                      | 56                |

| Lista przebojów (1991)                 | Pozycja |
| -------------------------------------- | ------- |
| Australia (ARIA)                       | 10      |
| Austria (Ö3 Austria Top 40)            | 3       |
| Belgia (Ultratop 50 Singles Flandria)  | 14      |
| Europa (Hot 100 Singles)               | 5       |
| Holandia (Single Top 100)              | 36      |
| Kanada Adult Contemporary (RPM)        | 49      |
| Niemcy (Media Control Charts)          | 8       |
| Norwegia (VG-lista)                    | 1       |
| Nowa Zelandia (Recorded Music NZ)      | 9       |
| Stany Zjednoczone (Adult Contemporary) | 48      |
| Szwajcaria (VG-lista)                  | 7       |
| Wielka Brytania (UK Singles Chart)     | 3       |

| Kraj                  | Certyfikat      | Sprzedaż |
| --------------------- | --------------- | -------- |
| Australia (ARIA)      | Platynowa płyta | 70 000+  |
| Austria (IFPI)        | Złota płyta     | 25 000+  |
| Francja (SNEP)        | Srebrna płyta   | 255 000+ |
| Niemcy (BVMI)         | Złota płyta     | 250 000+ |
| Nowa Zelandia (RMNZ)  | Złota płyta     | 5 000+   |
| Wielka Brytania (BPI) | Złota płyta     | 400 000+ |